# (4078) Polakis
(4078) Polakis es un asteroide perteneciente al cinturón de asteroides, descubierto el 9 de enero de 1983 por Brian A. Skiff desde la Estación Anderson Mesa (condado de Coconino, cerca de Flagstaff, Arizona, Estados Unidos).

## Designación y nombre
Designado provisionalmente como 1983 AC. Fue nombrado Polakis en homenaje al ingeniero "Thomas A. Polakis", amigo del descubridor.